# 博福尔
博福尔（法語：Beaufort，法語發音：[bofɔʁ] ⓘ）是法国萨瓦省的一个市镇，属于阿尔贝维尔区。

## 地理
博福尔（45°43'5"N, 6°34'30"E）面积149.53 平方千米，位于法国奥弗涅-罗讷-阿尔卑斯大区萨瓦省，该省份为法国东部省份，历史上为薩伏依的一部分，北起上萨瓦省，西接伊泽尔省和安省，南部和东部与上阿尔卑斯省和意大利接壤。
与博福尔接壤的市镇（或旧市镇、城区）包括：艾姆拉普拉涅、拉巴蒂、圣莫里斯堡、瑟万、莱沙佩勒、欧特吕斯、拉莱谢尔、凯日、图尔昂萨瓦、莱孔塔米讷-蒙茹瓦、拉普拉涅-塔朗泰斯。

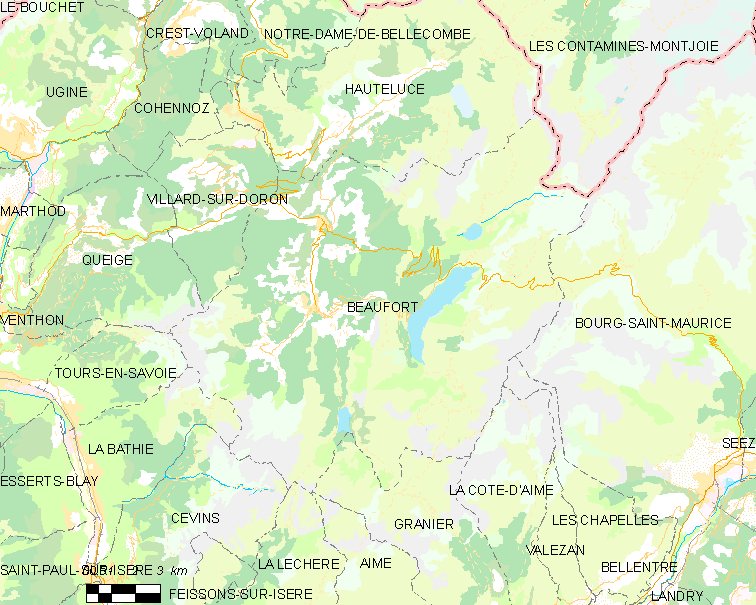
博福尔的OSM定位图

博福尔的时区为UTC+01:00、UTC+02:00（夏令时）。

## 行政
博福尔的邮政编码为73270，INSEE市镇编码为73034。

## 政治
博福尔所属的省级选区为于日讷县。

## 人口

1962-2008年间博福尔人口变化图示

博福尔于2022年1月1日时的人口数量为1994人。